# Meister von Delft

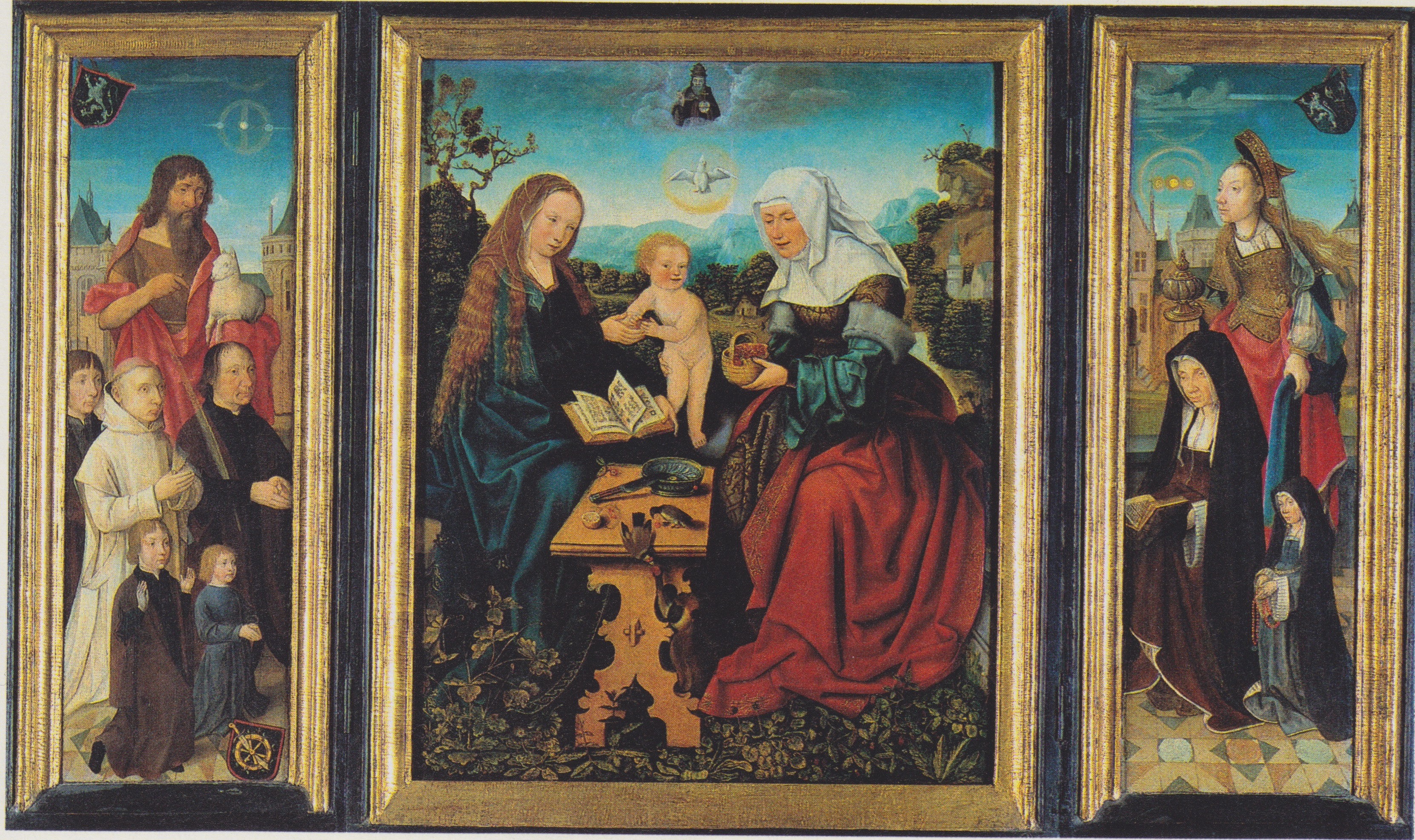
Meister von Frankfurt (Mittelteil), Meister von Delft (Seitenflügel): Annentriptychon der Delfter Familie van Beest, ca. 1514, Suermondt-Ludwig-Museum, Aachen

Mit Meister von Delft wird ein Maler der Gotik bezeichnet, der ab ca. 1490 und wohl bis um 1520 im Norden der Niederlande tätig war. Der namentlich nicht bekannte Künstler wurde zuerst als Maler z. B. der Seitenflügel eines Altares anerkannt, den der Delfter Bürgermeister Dirk van Beest um 1514 beim Meister von Frankfurt in Auftrag gegeben hatte. Er wurde dann schließlich wegen des in den ihm ebenfalls weiter zugeordneten Bildern vorkommenden wiederkehrenden Bezugs zu Delft als Meister von Delft bezeichnet. Der Meister nutzt z. B. Delfter Kirchen als Hintergrundmotive oder malt für Stifterfamilien aus der Stadt. Die so dargestellten lokalen Motive wie z. B. die 1496 fertiggestellte Kirche Nieuwe Kerk werden mit zur Datierung seines Schaffens benutzt.

## Werke (Auswahl)
Eine Reihe von dreiteiligen Flügelaltären (Triptychen) werden dem Meister von Delft zugeschrieben. Allgemein in der Kunsthistorik als sein Werk anerkannt sind z. B.
- Triptychon mit Szenen der Passion Christi, The National Gallery; London, ca. 1500/1510
- Triptychon mit Jungfrau mit Kind und Heiligen und Stiftern, Rijksmuseum Amsterdam, ca. 1500–10
- Annentriptychon der Delfter Familie van Beest, Seitenflügel, ca. 1514, Suermondt-Ludwig-Museum, Aachen
- Triptychon  mit Kreuzigungsszene, Wallraf-Richartz-Museum, Koeln, um 1520

Darüber hinaus wird ihm ein Triptychon mit Maria und Kind, Heiligen und Stiftern (Öl auf Holz, 87,1 × 69,2 cm; Utrecht, Museum Catharijneconvent) zugeschrieben.
Dem Meister von Delft werden auch einige Holzschnitte zugeschrieben.

## Stil
Stilistisch kann man eine Verwandtschaft des Meisters von Delft zum Meister der Virgo inter Virgines erkennen, der ebenfalls gegen Ende des 15. Jahrhunderts in Delft tätig gewesen sein soll. Des Weiteren sollen in seinem Werk Einflüsse von Lucas van Leyden und dessen Lehrer Cornelis Engelbrechtsen erkennbar sein, erkennbar z. B. am Vergleich mit Motiven und Stil von um 1490 veröffentlichten Holzschnitten von van Leyden.

## Interpretation der Kompositionen
Die lebhafte und volksnahe Darstellung der Figuren in zeitgenössischer Tracht und bürgerlicher Pracht z. B. in den Kreuzigungsszenen des Meisters von Delft zeigt die Nähe seiner Interpretation der christlichen Motive zu den von Thomas von Kempen vertretenen Aufrufen zum Leben in Nähe und Nachfolge Christi, eine Lehre, wie sie in der Region um Delft populär geworden war und auch in der Motivwahl anderer zeitgenössischer Maler gesehen werden kann. Auch die prominentere Einbindung der Stifter und ihrer Familien in die Gesamtkomposition beginnt zu dieser Zeit, die eine unmittelbarere Nähe des Volkes zum Göttlichen und Heiligen darzustellen beginnt.